# Desmodium glareorum
Desmodium glareorum är en ärtväxtart som beskrevs av Leslie Pedley. Desmodium glareorum ingår i släktet Desmodium och familjen ärtväxter. Inga underarter finns listade i Catalogue of Life.